# 国際連合安全保障理事会決議721
国際連合安全保障理事会決議721（こくさいれんごうあんぜんほしょうりじかいけつぎ721、英: United Nations Security Council Resolution 721）は、1991年11月27日に国際連合安全保障理事会で採択された決議である。ユーゴスラビアに関する決議713を再確認した上で、平和維持ミッションの設立を望み、ユーゴスラビアの一部で勃発した紛争を終わらせるための国際連合事務総長ハビエル・ペレス・デ・クエヤルと個人特使の尽力に対して強力な支持を表明した。
その一方で、調印された停戦協定が当事国により完全に遵守されなければ平和維持活動の進展は成し得ないとし、ユーゴスラビアにおいて実行可能な平和維持ミッションを設立するべきであるといった国際連合事務総長による勧告を検討するとした。